# 易家渡镇
易家渡镇，是中华人民共和国湖南省常德市石门县下辖的一个乡镇级行政单位。

## 行政区划
易家渡镇下辖以下地区：
易家渡社区、井湾村、咸池峪村、高家坪村、许家山村、铁弓堤村、叶家坪村、双河村、丁家山村、军档桥村、冉家坪村、马鞍铺村、盘山庙村、枧桥村、长青山村、川店铺村、留架铺村、太子坡村、塘上铺村和笔架山村。